# Love. Angel. Music. Baby.
Love. Angel. Music. Baby. (с англ. — «Любовь. Ангел. Музыка. Детка») — дебютный сольный альбом американской певицы Гвен Стефани, выпущенный 23 ноября 2004 года. Альбом находился в чарте Billboard Top 100 Album 68 недель и выбыл оттуда 23 марта 2006 года.

## Название
Название альбома представляет собой любимые слова Гвен Стефани, использованные в качестве аббревиатуры в её линии по производству одежды L.A.M.B.. Помимо этого, известно, что Love, Angel, Music и Baby — вымышленные имена четырёх сопровождающих певицу участниц танцевального коллектива Harajuku Girl, которые изображены на обложке альбома, воспеты в композициях с него, а также сопровождают певицу во время публичных появлений.

## Об альбоме
В музыкальном плане Love. Angel. Music. Baby весьма разнообразен, хотя очевидно звучание музыки 1980-х. Как говорила сама Стефани: «Изначально идея заключалась в том, чтобы записать альбом ретро-танцевальной музыки», — однако альбом получился достаточно разноплановым — сказалось участие нескольких продюсеров: в альбоме представлены типичные поп-баллады, весомое место отведено R&B и танцевальной музыке, заметно определённое влияние рока и синти-попа.
Будучи звездой мирового масштаба ещё до выхода собственной сольной пластинки, Гвен Стефани обладала достаточным влиянием, чтобы определить суть, заложенную в композиции. Несмотря на то, что альбом рассчитан на весьма разнообразную публику, основной ориентир сделан на японских девочек-подростков, которые являются основными потребителями одежды, выпускаемой под маркой «L.A.M.B.» непосредственной самой Стефани. Слова «L.A.M.B». и «Harajuku girls» (девочки Харадзюку) употребляются практически в каждой композиции на пластинке.
Для популяризации альбома были предприняты беспроигрышные продюсерские ходы. Так, присутствует песня «Rich Girl» — дуэт с Ив, с которой Стефани записала в 2001 году композицию «Let Me Blow Ya Mind», принёсшую им обеим премию «Грэмми», а композиция «Cool» является своеобразным продолжением самой успешной песни, выпущенной когда-либо группой «No Doubt» — «Don’t Speak». Как и «Don’t Speak», «Cool» повествует о взаимоотношениях пары после разрыва. Примечательно, что обе композиции написаны в соавторстве с Тони Канэлом, об отношениях с которым и поёт исполнительница.
Внимание к теме моды прослеживается на композициях «Rich Girl», «Luxurious», «Harajuku Girls», которая помещена на 10 место в списке 15 главных песен про моду по версии российского издания журнала «Maxim».

### Сравнение с Мадонной
Несмотря на коммерческую направленность Love. Angel. Music. Baby., нельзя сказать, что альбом был благосклонно принят критикой. Большинство рецензентов обращали внимание на тот факт, что Стефани стремится занять место Мадонны в поп-культуре, фактически повторяя её артистические ходы. Так, российский Rolling Stone (№ 007/2005 за январь 2005 года) написал о певице: «Хочу как Мадонна, могу как Кайли».
Сравнение с Мадонной возникает и по причине явного внешнего сходства обеих исполнительниц. Причём ради желания походить на «классическую» Мадонну Стефани стала блондинкой, а будучи брюнеткой в клипе на песню «Cool», очень напоминает Мадонну времён альбома Like a Prayer.
Помимо внешнего сходства, Стефани объединяет с Мадонной близость материала Love. Angel. Music. Baby. с записями Мадонны 1980-х годов. Как и Мадонна того времени, Стефани маниакально восхищается некоторыми людьми (Мадонна — поп-звёздами в «Vogue», Стефани — японскими подростками в «Harajuku Girls»), поёт о материальном благополучии (Мадонна в «Material Girl», Стефани в «Rich Girl» и «Luxurious»), самовыражении (Мадонна в «Express Yourself», Стефани в «Harajuku Girls»), дразнит общественность пренебрежением к морали (в «Hollaback Girl») и пр.

### Награды
Альбом и композиции с него номинировались на получение премии «Грэмми» в 2005 и 2006 годах, однако ни в одной из них победа не была одержана.
| Категория                         | Жанр  | Работа                   | Год  |
| --------------------------------- | ----- | ------------------------ | ---- |
| Best Pop Female Vocal Performance | Поп   | «Hollaback Girl»         | 2006 |
| Запись года                       | Общая | «Hollaback Girl»         | 2006 |
| Лучший поп-альбом                 | Поп   | Love. Angel. Music. Baby | 2006 |
| Best Rap/Sung Collaboration       | Рэп   | «Rich Girl»              | 2006 |
| Альбом года                       | Общая | Love. Angel. Music. Baby | 2006 |
| Best Pop Female Vocal Performance | Поп   | «What You Waiting For?»  | 2005 |

## Список композиций
1. «What You Waiting For?»1 (3:41)
2. «Rich Girl»1 (совместно с Ив) (3:56)
3. «Hollaback Girl»1 (3:20)
4. «Cool»1 (3:09)
5. «Bubble Pop Electric» (совместно с André 3000) (3:42)
6. «Luxurious»1 (4:24)
7. «Harajuku Girls» (4:51)
8. «Crash»1 (4:06)
9. «The Real Thing» (4:11)
10. «Serious» (4:48)
11. «Danger Zone» (3:36)
12. «Long Way to Go» (исполнена с André 3000) (4:34)

1 — выпущены отдельными синглами.

### Международный бонус-трек
- «The Real Thing» (Slow Jam mix)

### Бонус-трек для Японии и Великобритании
- «What You Waiting For?» (Elevator mix)

### Бонус-диск
1. «What You Waiting For?» (Jacques Lu Cont TWD mix)
2. «What You Waiting For?» (Jacques Lu Cont TWD dub)
3. «What You Waiting For?» (live)
4. «Harajuku Girls» (live)
5. «Hollaback Girl» (Hollatronix remix By Diplo)
6. «Cool» (Photek remix)
7. «Hollaback Girl» (dance Hollaback remix By Tony Kanal)

## Чарты и сертификаты
| Чарт (2004)                      | Пик position |
| -------------------------------- | ------------ |
| Норвегия                         | 6            |
| Чарт (2005)                      | Пик position |
| Австралия                        | 1            |
| Австрия                          | 12           |
| Бельгия — Ultrapop 50 (Фландрия) | 20           |
| Бельгия — Ultrapop 50 (Валлония) | 33           |
| Канада                           | 3            |
| Чехия                            | 15           |
| Дания                            | 10           |
| Нидерланды                       | 14           |
| Европа Top 100 альбомов          | 5            |
| Финляндия                        | 3            |
| Франция                          | 19           |
| Германия                         | 11           |
| Ирландия                         | 5            |
| Италия                           | 24           |
| Япония                           | 36           |
| Новая Зеландия                   | 5            |
| Испания                          | 35           |
| Швеция                           | 8            |
| Швейцария                        | 17           |
| Великобритания                   | 4            |
| U.S. Billboard 200               | 5            |

| Страна         | Оценщик           | Сертификат            | Продажи   |
| -------------- | ----------------- | --------------------- | --------- |
| Аргентина      | CAPIF             | золотой               | 20 000    |
| Австралия      | ARIA              | четырежды платиновый  | 280 000   |
| Австрия        | IFPI              | золотой               | 10 000    |
| Канада         | CRIA              | пятикратно платиновый | 500 000   |
| Дания          | IFPI              | золотой               | 15 000    |
| Европа         | IFPI              | платиновый            | 1 000 000 |
| Финляндия      | IFPI              | золотой               | 21 944    |
| Франция        | золотой           | 192 500               |           |
| Ирландия       | трижды платиновый | 45 000                |           |
| Япония         | RIAJ              | золотой               | 100 000   |
| Мексика        | AMPROFON          | золотой               | 50 000    |
| Новая Зеландия | RIANZ             | дважды платиновый     | 30 000    |
| Норвегия       | платиновый        | 30 000                |           |
| Швеция         | золотой           | 20 000                |           |
| Швейцария      | золотой           | 20 000                |           |
| Великобритания | BPI               | трижды платиновый     | 900 000   |
| США            | RIAA              | трижды платиновый     | 3 000 000 |